# Chris van der Drift
Chris van der Drift, född 3 augusti 1986 i Hamilton i Nya Zeeland, är en nyzeeländsk racerförare.

## Racingkarriär
van der Drift jobbade som tonåring som mekaniker i ett formelbilsteam i Sverige, och fick tack vare sina kontakter där chansen i Formel BMW ADAC, där han hade vissa framgångar. Efter att ha blivit tvåa i Formula Renault 2.0 Eurocup 2006 körde van der Drift 2007 och 2008 i International Formula Master. Han slutade tvåa under 2007 års säsong, och vann 2008 års premiär i Valencia dubbelt, och var en av favoriterna för 2008 års titel. Det lyckades han också bli efter en jämn och fin säsong, där han alltid såg ut att ha kontroll. Han säkrade titeln i det näst sista racet och gick sedan till Trident Racing i GP2.